# Tønder (plaats)
Tønder (Duits: Tondern, Fries: Tuner) is een stadje in het zuiden van Denemarken. Het ligt in de gelijknamige gemeente in de regio Zuid-Denemarken (Syddanmark). De plaats telt 7600 inwoners (2019), ongeveer 20% van het totale aantal inwoners van de gemeente. Tønder, dat slechts enkele kilometers van de grens met Duitsland verwijderd ligt,  behoort tot het historische Sleeswijk en heeft een Duitstalige minderheid.
Westelijk van Tønder ligt het dorp Møgeltønder. Van station Tønder aan de spoorlijn Bramming - Tønder vertrekken treinen naar Esbjerg en het Duitse Husum (Noord-Friesland).

## Geschiedenis
De stad wordt in de 12e eeuw genoemd door de Arabische cartograaf Al-Idrisi als Tundira, alhoewel onzeker is of het om Tønder of het nabijgelegen Møgeltønder gaat. In 1243 kreeg Tønder stadsrechten, toegekend door de Hanze stedengroep. Oorspronkelijk was Tønder een havenstad, maar door de aanleg van dijken - die stormvloedrampen voor de toekomst moesten voorkomen - verloor de stad in het midden van de 16e eeuw zijn toegang tot de zee. De handel van en naar Tønder verliep daarna via plaatsen als Rudbøl en Højer.
Na de Deense nederlaag in 1864 in de oorlog tegen Duitsland werd Tønder - net als de rest van Sleeswijk - Duits. De opkomst van industrie en de toegang tot een groot Duits afzetgebied zorgden voor groei. In 1867 kreeg de stad zijn eerste spoorwegverbinding. Aan het begin van de 20e eeuw verdiende Tønder aan het (Duitse) toerisme naar het eiland Sylt, aangezien de toeristen via Tønder moesten reizen.
Toen de Eerste Wereldoorlog uitbrak in 1914 werd in Tønder een Duitse militaire basis voor zeppelins ingericht. De zeppelins stegen hier op voor o.a. verkenningsvluchten en voor bombardementen op Engeland (de basis werd in 1920 weer gesloten).
In 1920 kwam na een referendum het noorden van Sleeswijk weer bij Denemarken, hoewel in Tønder de meerderheid van de bevolking tegen had gestemd. Hiermee raakte de stad zijn Duitse afzetgebieden kwijt. Ook het toeristenverkeer naar het Duitse eiland Sylt stopte. Wel werd Tønder een belangrijk verkeersknooppunt en handelscentrum voor de omgeving toen de Tøndermarsken werd drooggelegd.
In de periode 1989-2005 had de stad economische problemen door een terugloop van de bevolking, waardoor het stedelijke ziekenhuis en andere openbare instellingen hun deuren moesten sluiten.  De gemeentelijke herindeling  van 2007 voegde Tønder samen met zes andere gemeentes.

## Bezienswaardigheden en evenementen
- De, deels autovrije,  binnenstad van Tønder is schilderachtig en rijk aan oude huizen uit de 17e en 18e eeuw.
- In het Museum Sønderjylland – Kulturhistorie Tønder bevindt zich onder meer een collectie industriële vormgeving van de invloedrijke meubelontwerper Hans J. Wegner, die in Tønder geboren is.
- Het grote jaarlijkse Tønder Festival van folkmuziek vindt plaats in het laatste weekend van augustus.
- De Kristkirke (Christuskerk) is uit 1591, maar is nog gebouwd in de oude gotische stijl. Deze voor de protestantse eredienst ingerichte en dus niet van heiligenbeelden voorziene kerk staat op de plaats van een wegens bouwvalligheid gesloopte oudere kerk, waarvan men de toren naast de nieuwe Kristkirke heeft laten staan. Tegen de kerkmuur staat een borstbeeld van Hans Adolph Brorson (1694-1764), de bekendste kerkliedcomponist van Denemarken, die in de jaren 1730 voorganger was in de Kristkirke.
- In de oude gasfabriek is het  Zeppelinmuseum gevestigd ('s zomers in de weekends open).

## Huwelijksvoltrekking
Tønder is voor niet-Denen een aantrekkelijke locatie voor het sluiten van een huwelijk. In 2015 sloten bijna 2000 niet-Deense stellen hun huwelijk in Tønder. Door de Deense liberale huwelijkswet en de snelle verwerking van aanvragen kunnen Europeanen snel terecht in Tønder, ook wanneer ze trouwen met iemand van buiten Europa. Vergeleken met Duitsland, waar een aanvraag juridisch drie maanden duurt, kan het in Denemarken binnen één week geregeld worden met minder verplichte documenten. Een ceremonie kan in meerdere talen aangevraagd worden. De vele huwelijksvoltrekkingen hebben een positieve invloed op de lokale economie.

## Geboren
- Johann Christian Fabricius (1745-1808), Deens entomoloog
- Peter Andreas Hansen (1795-1874), Duits astronoom en landmeetkundige
- Emil Rasmus Jensen (1888-1967), Duits beeldhouwer
- Hans Jørgensen Wegner (1914-2007), ontwerper
- Poul Schlüter (1929-2021), voormalig premier van Denemarken (1982-1993)
- Henning Munk Jensen (1947-2023), voetballer

- Bibliothèque nationale de France: cb15535073r (data)
- Gemeinsame Normdatei: 4360056-6
- Library of Congress Control Number: n79104302
- MusicBrainz: 087c0c74-0faf-4f3e-b680-b618ba7a8c46
- Nationale Bibliotheek van Tsjechië: ge1226199
- Nationale Bibliotheek van Israël: 987007550327705171
- Virtual International Authority File: 158868418
- WorldCat: E39PBJhMgq3wHCVp8WFthrckjC